# كأس اتحاد الرجبي الأوروبي 1999-2000
جمعت كأس الرجبي الأوروبية 1999-2000، وهي النسخة الخامسة، الفرق الأيرلندية والإيطالية والاسكتلندية والإنجليزية والويلزية والفرنسية. تتنافس الفرق في مرحلة المجموعة الأولى، ثم عن طريق الإقصاء المباشر.
أربعة وعشرون فريقًا مقسمون إلى ست مجموعات. يلتقي كل فريق مع خصومه في البلياردو مرتين في سلسلة من ست مباريات ذهابًا وإيابًا. في المجموعات، يتم منح نقطتين للنصر، وواحدة للتعادل، ولا شيء للهزيمة. ويتأهل الأول من كل مجموعة إلى الدور ربع النهائي، بالإضافة إلى أفضل ثانيين. وفي حالة التعادل، يتم تحديد الفريقين بفارق النقاط.
تقدم هذه الطبعة لأول مرة نهائيًا رباعيًا متوازنًا مع تمثيل أربع دول مختلفة: فرنسا مع ستاد تولوز، إنجلترا مع نورثهامبتون ساينتس، أيرلندا مع مونستر وويلز مع يانيلي سكارليتس. أقيمت المباراة النهائية في 27 مايو 2000 على ملعب تويكنهام في لندن وشهدت فوز نورثامبتون على مقاطعة مونستر الأيرلندية بعد مباراة صعبة ومتقاربة للغاية. هذا هو أول نهائي لكأس أوروبا بدون فريق فرنسي.

## المراحل النهائية
1. 1 2  وصلة مرجع: https://www.epcrugby.com/il-champions-cup/format/.